# Frau Stuckhatorin

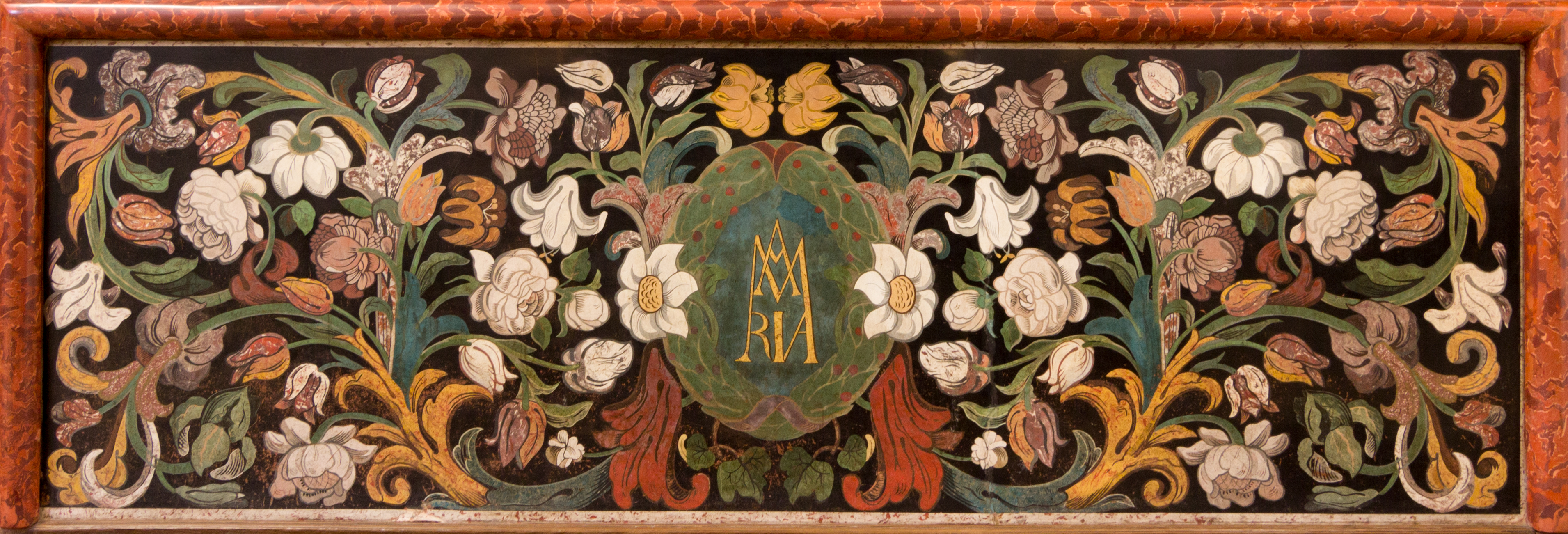
Scagliola-Antependium einer gewissen Frau Stuckhatorin im Kastulusaltar.

Frau Stuckhatorin ist die Behelfsbezeichnung für eine namentlich nicht sicher bekannte Frau, die für die unsignierten Scagliola-Arbeiten der Chorgestühlrückwände (Dorsale), des Kastulusaltars sowie an sechs Eckpilastern der von 1652 bis 1748 gebauten Stifts- und Pfarrkirche St. Lorenz in Kempten verantwortlich war. Diese ungeklärte Meisterfrage beschäftigt seit Jahrzehnten zahlreiche Historiker. Die Handwerkerin ist eine der wenigen Stuckateurinnen des 17. Jahrhunderts und eine der wenigen Frauen, die an der Gestaltung der Kirche beteiligt waren. Sie wirkte in einer Zeit, in der Männer und Frauen nicht gleichberechtigt waren und Frauen in Zünften kein Mitglied sein durften; sie waren höchstens als gering bedeutend in Textilzünften (Weber und andere Textilzünfte) beteiligt.
Zur Identifizierung der historischen Person hinter der Behelfsbezeichnung wird meist die Münchner Meisterin Barbara Hackl vorgeschlagen, aber auch eine Maria Salome Freismich ist genannt worden.

## Meisterfrage

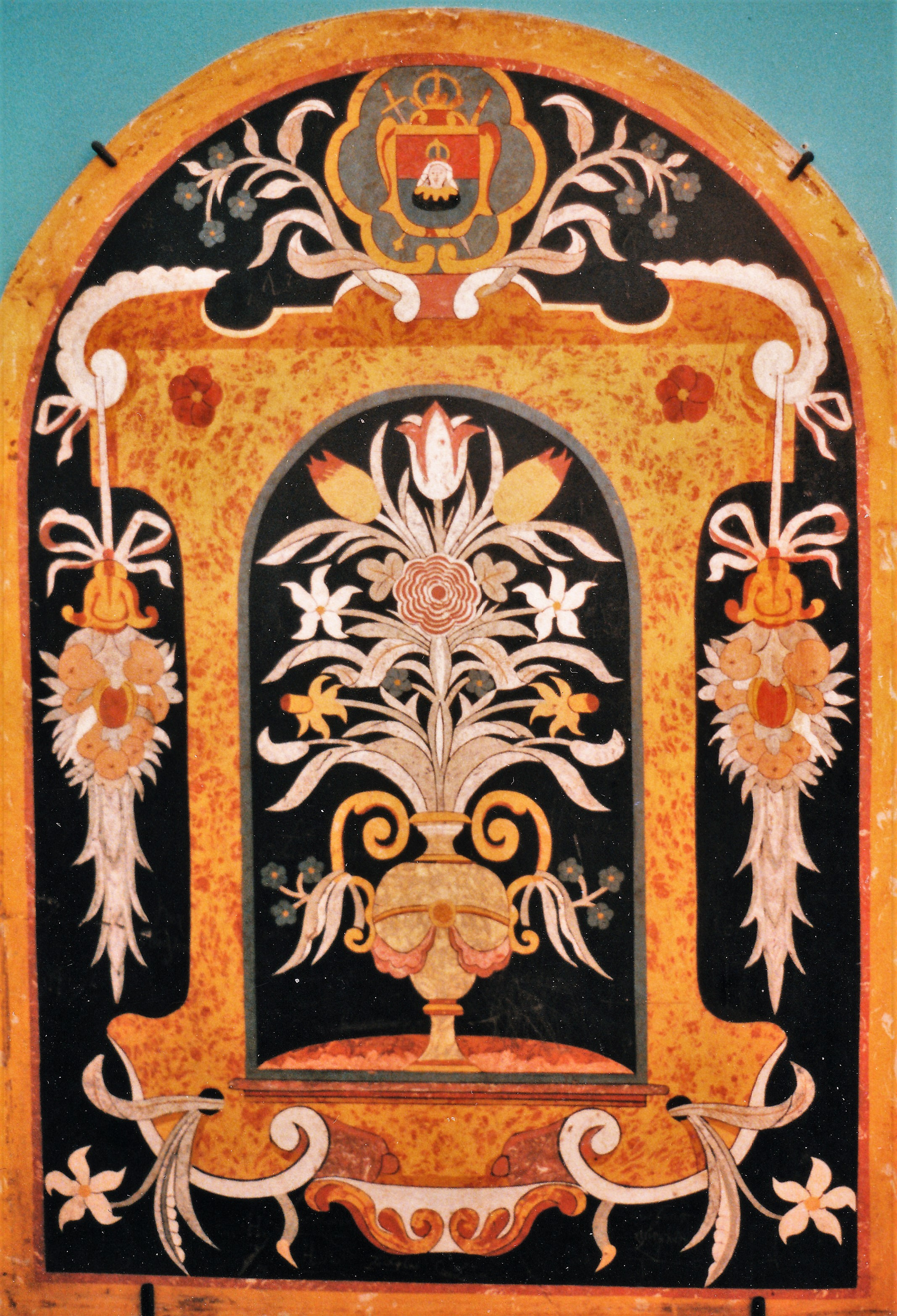
Blumenkomposition mit Wappen des Fürststifts
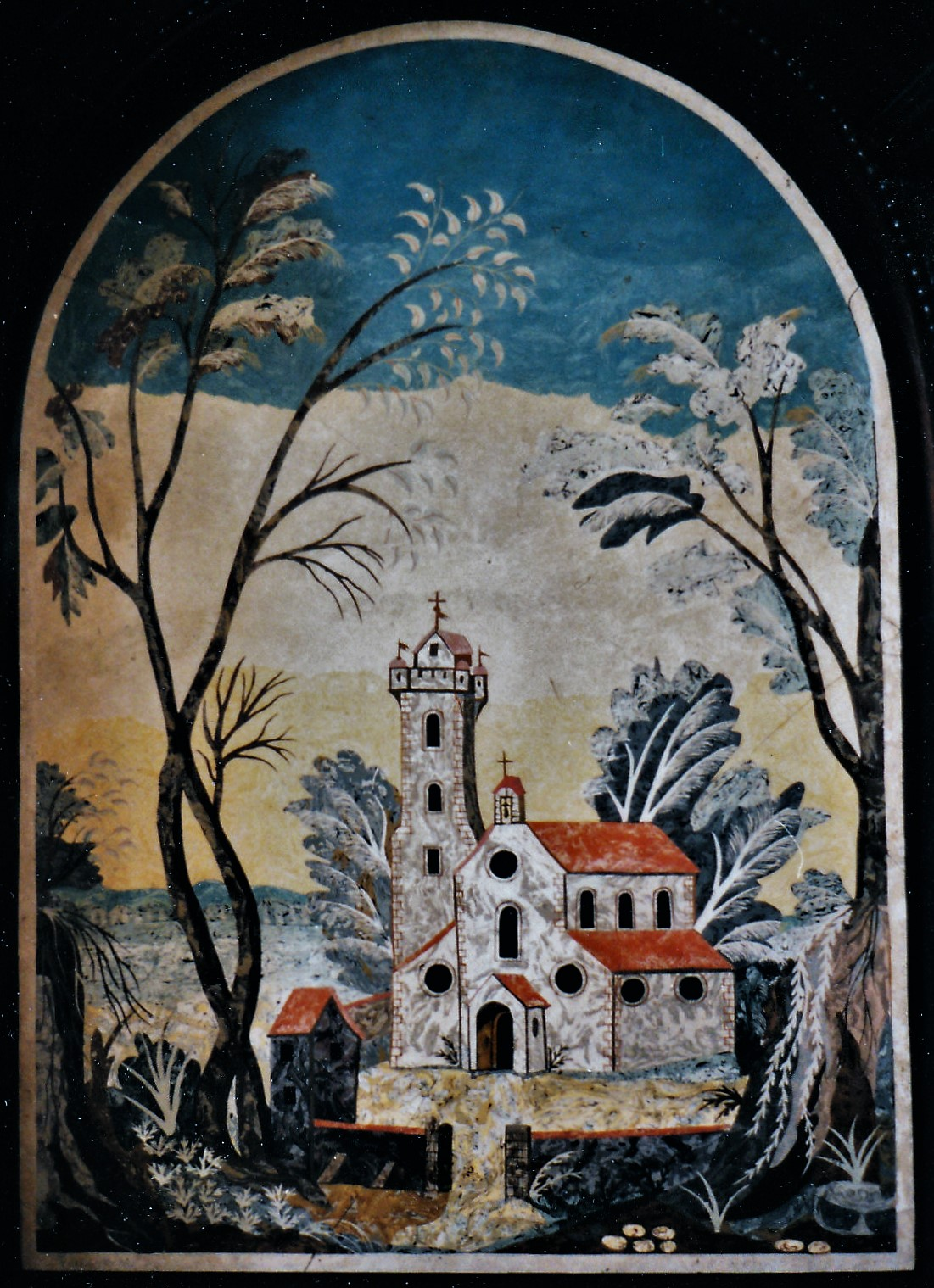
Architekturdarstellung, hier eine Kirche
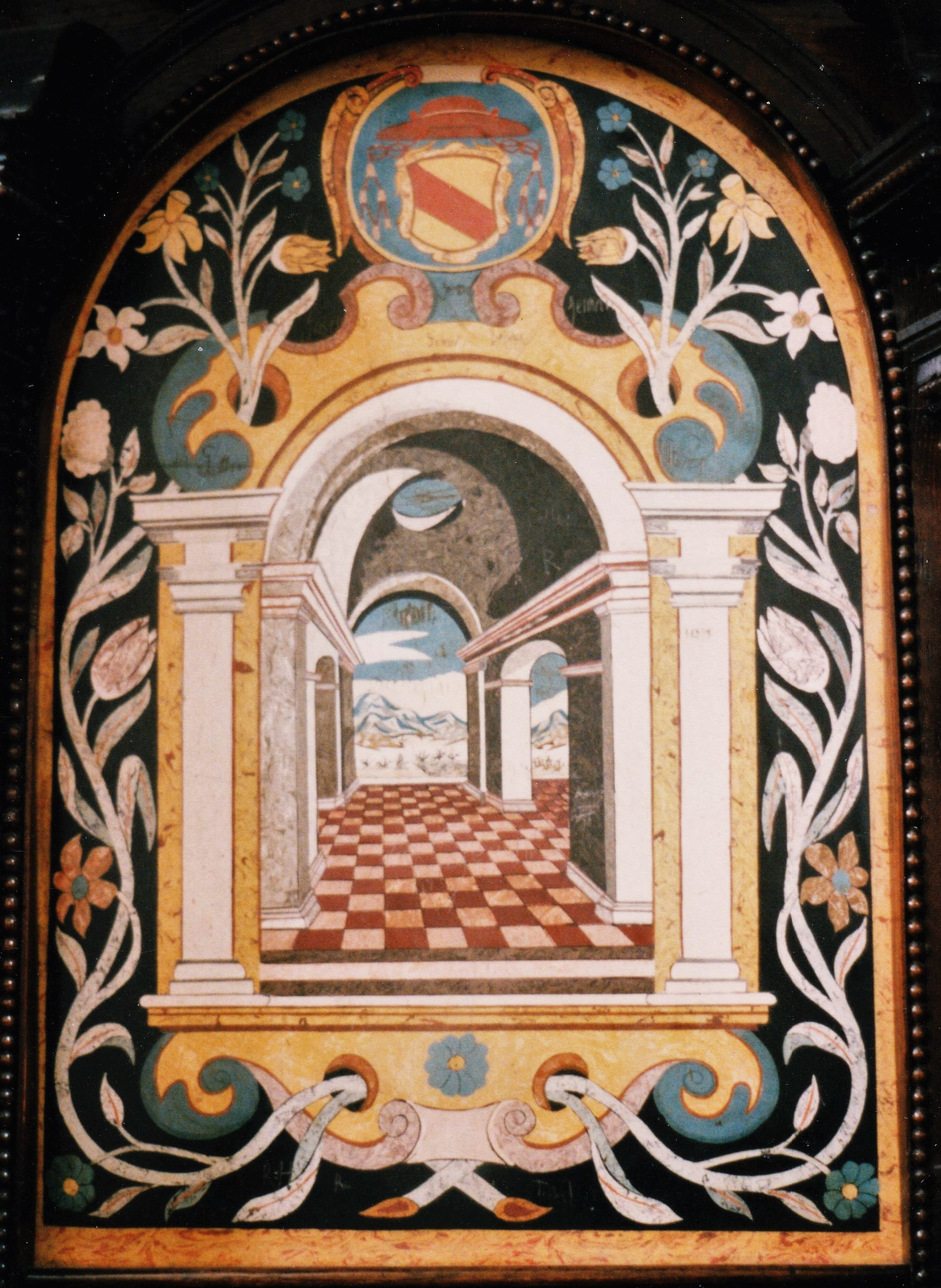
Architekturdarstellung mit Durchblick auf eine Landschaft

## Werke

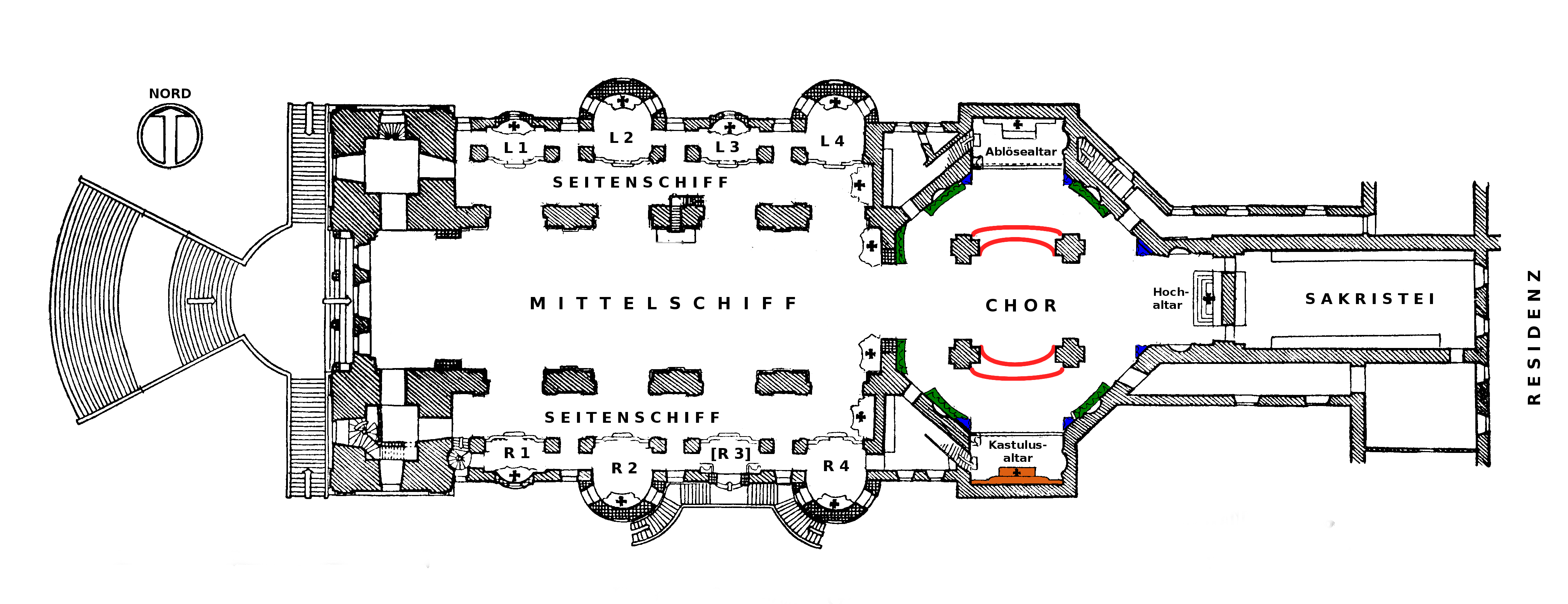
Orientierungsplan:
• Standort des Chorgestühls bis 1844 bzw. 1848 (rot)
• Standort seit spätestens 1848 (grün)
• Eckpilaster (blau)
• Kastulusaltar (braun)

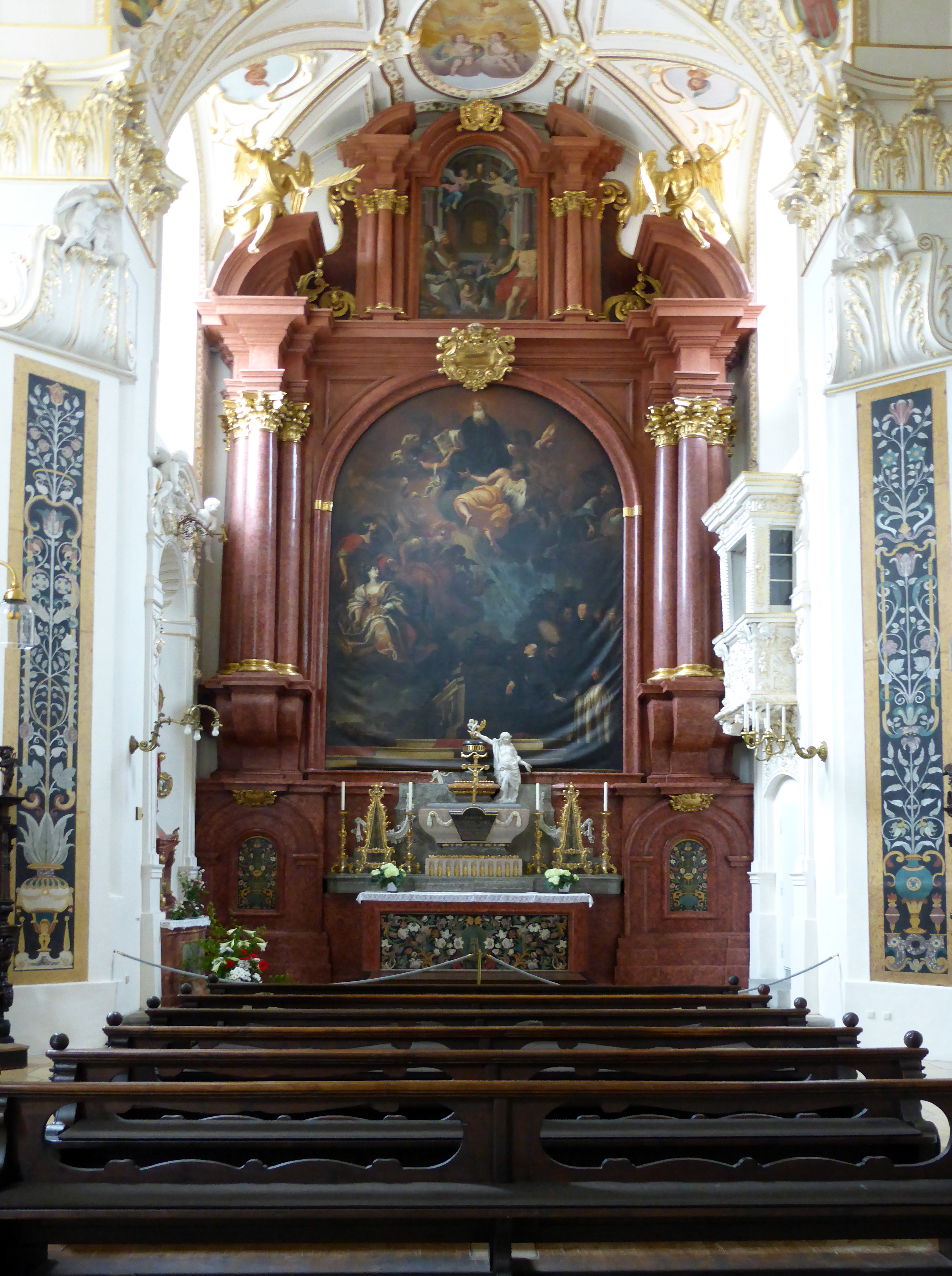
Der Kastulusaltar, seitlich zwei Eckpilaster mit Scagliola-Füllungen.

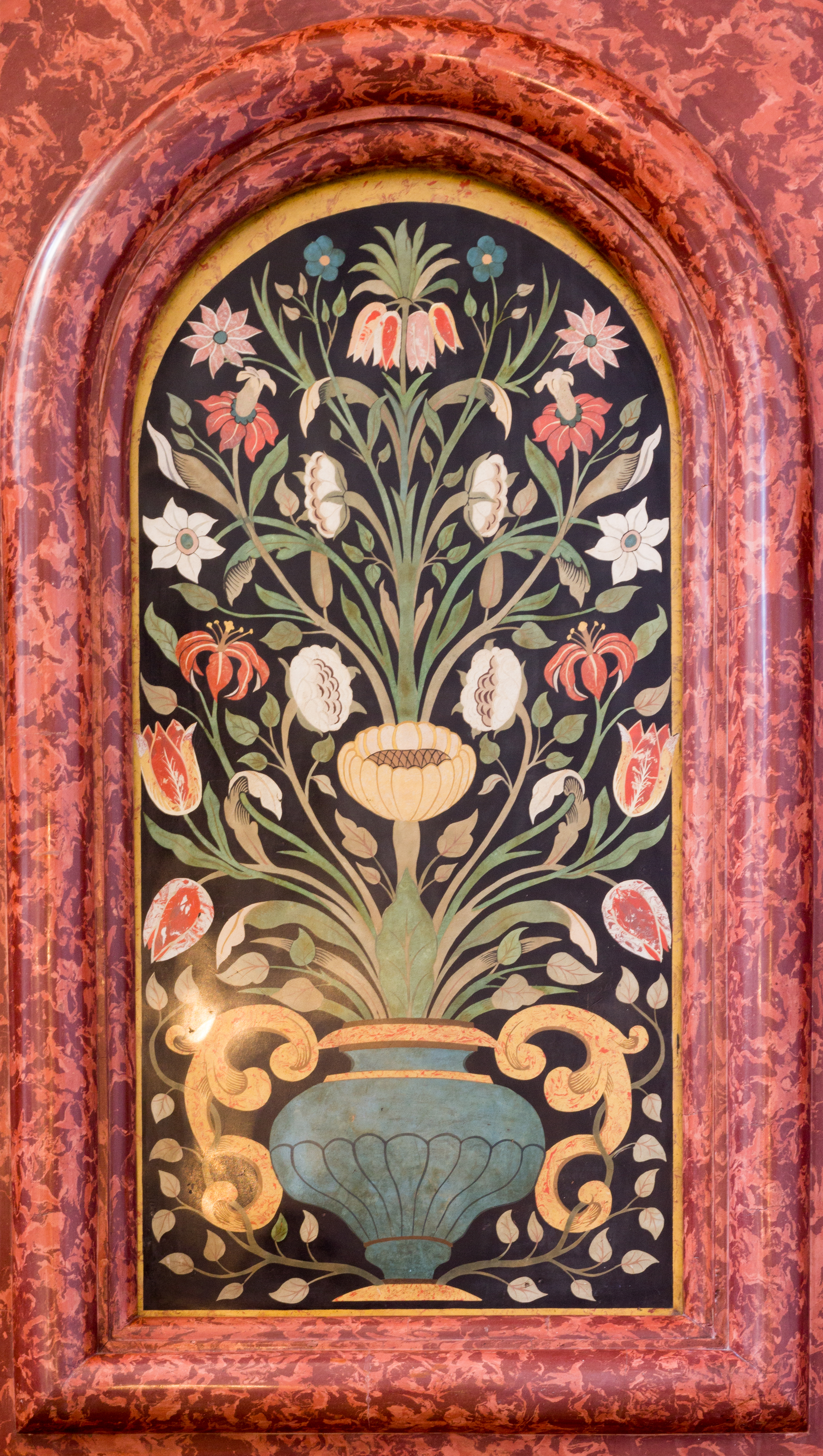
Eine der beiden Tafeln im Kastulusaltar aus der ehemaligen Kanzel.